# Estación Rodeo del Medio
Rodeo del Medio es una estación ferroviaria ubicada en la localidad del mismo nombre, Departamento Maipú, Provincia de Mendoza, República Argentina.

## Servicios
No presta servicios de pasajeros. Por sus vías corren trenes de carga de la empresa estatal Trenes Argentinos Cargas. Por el tramo que une Luján de Cuyo y Fray Luis Beltrán se transporta carbón de destilería de YPF y gran cantidad de piedra.

## Historia
En el año 1883 fue inaugurada la estación, por parte del Ferrocarril Andino.